# 最后的兵团
《最后的兵团》（英語：The Last Legion），2007年4月6日在英国上映的古装史诗片，导演道格·莱夫，电影讲述了皇帝奥古斯都在罗马卫队统帅奥勒留等人和第九军团的帮助下，由罗马转战大不列颠的一段传奇。

## 剧情
476年，罗马帝国已经奄奄一息、摇摇欲坠，12岁的罗马皇帝罗慕路斯·奥古斯都即将加冕登位，年幼的皇帝根本没法统治罗马，征服的城邦和将领对其不服从；皇帝的父亲欧瑞斯特手握統治權。奥多亚克请求罗马帝国赐给其一份领土，遭到了欧瑞斯特的拒绝，奥多亚克率领士兵杀了欧瑞斯特，并且把被废黜的罗慕路斯與其家人发配到了卡普里岛。忠于皇帝的奥勒留召集勇士一起准备营救小皇帝，在拜占庭女战士米拉的帮助下，众人杀掉了奥多亚克，罗慕路斯·奥古斯都重新登位。

## 演员
- 科林·弗思 出演 安布罗斯·奥里利厄斯。
- 托马斯·桑斯特 出演 罗慕路斯·奥古斯都。罗马帝国皇帝。
- 本·金斯利 出演 梅林。
- 艾西瓦娅·雷 出演 米拉。拜占庭女战士。
- 彼得·穆兰 出演 奧多亚塞。
- 凯文·麦克基德
- 约翰·汉纳 出演 内斯特。
- 鲁伯特·弗兰德 出演 德米特里厄斯。
- 侬索·阿诺斯
- 伊恩·格雷 出演 欧瑞斯特。罗慕路斯的父亲。
- 亚历山大·希迪格
- 詹姆斯·卡沙莫

## 制作
柯林·弗斯曾出演《真爱至上》。
制片人迪诺·德·劳伦提斯2010年在意大利逝世。